# Carsturile de la Rașcov
Carsturile de la Rașcov (sau Complexul Rașcov) sunt un exponent al fenomenelor carstice din împrejurimile satului Rașcov, raionul Camenca, Transnistria, Republica Moldova. Reprezintă un monument al naturii de tip geologic sau paleontologic. Include partea de vest a Dealului Roșu (ocolul silvic Rașcov, Dealul Roșu, parcelele 20, 21) cu o suprafață de 123 ha. Obiectul este administrat de Gospodăria Silvică de Stat Rîbnița.

## Descriere
Monumentul geologic natural include o falie cu lungimea de 370 m lungime, la 50 m de care se află un bloc de calcare cu semne de eroziune, o vale în formă de „V”, o ravenă cu aflorimente de argile roșii de Etulia, cât și calcare care formează un inel de piatră.
Din cauza golurilor carstice, ce impregnează ca un burete spongios acest zid natural, sunt frecvente alunecările de teren masive, rupturile și rostogolirile de blocuri uriașe, prăbușirile. Cea mai mare faleză este de aproape 50 m înălțime, ce s-a format în urma unor ploi abundente. Ploile și vântul au dizolvat și șlefuit calcarul moale, dând stâncilor forme bizare: sfincși, capete de cămile și elefanți, ciuperci uriașe, poduri suspendate etc.
Falia de pe Dealul Roșu s-a format în urma mișcărilor scoarței terestre. Falia Rașcov începe la sud cu o depresiune ușoară și trece spre nord într-o fisură îngustă, apoi intersectează calcare basarabiene și volhiniene cu grosimea de aprox. 40 m. Mai jos de calcare se află o formațiune constituită din argile și marne. Pe versantul abrupt de lângă blocul de calcare aflorează calcare biogene și marginale. Undeva la mijlocul dislocării tectonice, printr-o hrubă mare sculptată în calcar, se pot vedea stâncile ravenei cu versanții de argilă brună-roșietică de Etulia.
Pentru speologi un interes deosebit îl reprezintă o fisură carstică de 5 m lățime și 50 m adâncime cu o lungime de peste 500 m. Cu greu pătrunzând razele solare în adâncul ei, zăpadă și gheața persistând aici în unii ani până la începutul verii. Aceasta alimentează cu apa rece „Izvorul Domniței” din centrul satului, numit astfel în amintirea lacrimilor de văduvă ale domniței Ruxandra Lupu, fiica domnitorului Vasile Lupu. În fosta cetate Rașcov, ce a existat acum câteva secole pe locul satului, această domniță și-a trăit scurta și nefericita căsnicie cu Timuș Hmelnițki, fiul hatmanului cazacilor, Bogdan Hmelnițki.

### Secționare stratigrafică
Sunt identificate cinci straturi litografice. Stratul inferior (1) conține, în partea de mijloc, gastropode și bivalve de vârstă volhiniană. Stratul de mijloc (3) conține faună basarabiană, iar deasupra (4) se găsește un conținut bogat de scoici.
| Nr. | Grosime (m) | Denumire                                                                                           |
| --- | ----------- | -------------------------------------------------------------------------------------------------- |
| 5   | 40          | calcare nubecularii                                                                                |
| 4   | 1,4         | calcare oolitice                                                                                   |
| 3   | 9,5         | calcare puternic fisurate                                                                          |
| 2   | 1,5         | calcare nisipoase                                                                                  |
| 1   | 3,5         | nisipuri carbonatice microgranulate, cu nisipuri silicoase de granulație medie în partea de mijloc |

## Statut de protecție
Obiectivul a fost luat sub protecția statului prin Hotărîrea Sovietului de Miniștri al RSSM din 13 martie 1962 nr. 111, iar statutul de protecție a fost reconfirmat prin Hotărîrea Sovietului de Miniștri al RSSM din 8 ianuarie 1975 nr. 5 și Legea nr. 1538 din 25 februarie 1998 privind fondul ariilor naturale protejate de stat. Deținătorul funciar al monumentului natural este Gospodăria Silvică de Stat Rîbnița.
Situl geologic prezintă interes științific de însemnătate regională pentru lucrări de cartare geologică și studiu stratigrafic al formațiunilor sedimentare ale platformei est-europene, căt și de colectare a materialului geologic și paleontologic. Falia de pe Dealul Roșu a înregistrat și continuă să înregistreze mișcările noi ale scoarței terestre la intersecția faliilor și fisurilor.
Conform situației din anul 2016, aria naturală nu are un panou informativ sau orice fel de atenționare asupra statutului de protecție. Este recomandată includerea obiectivului în rutele turistice din zonă și antrenarea societății civile în procesul de valorificare a potențialului turistic.

## Galerie de imagini

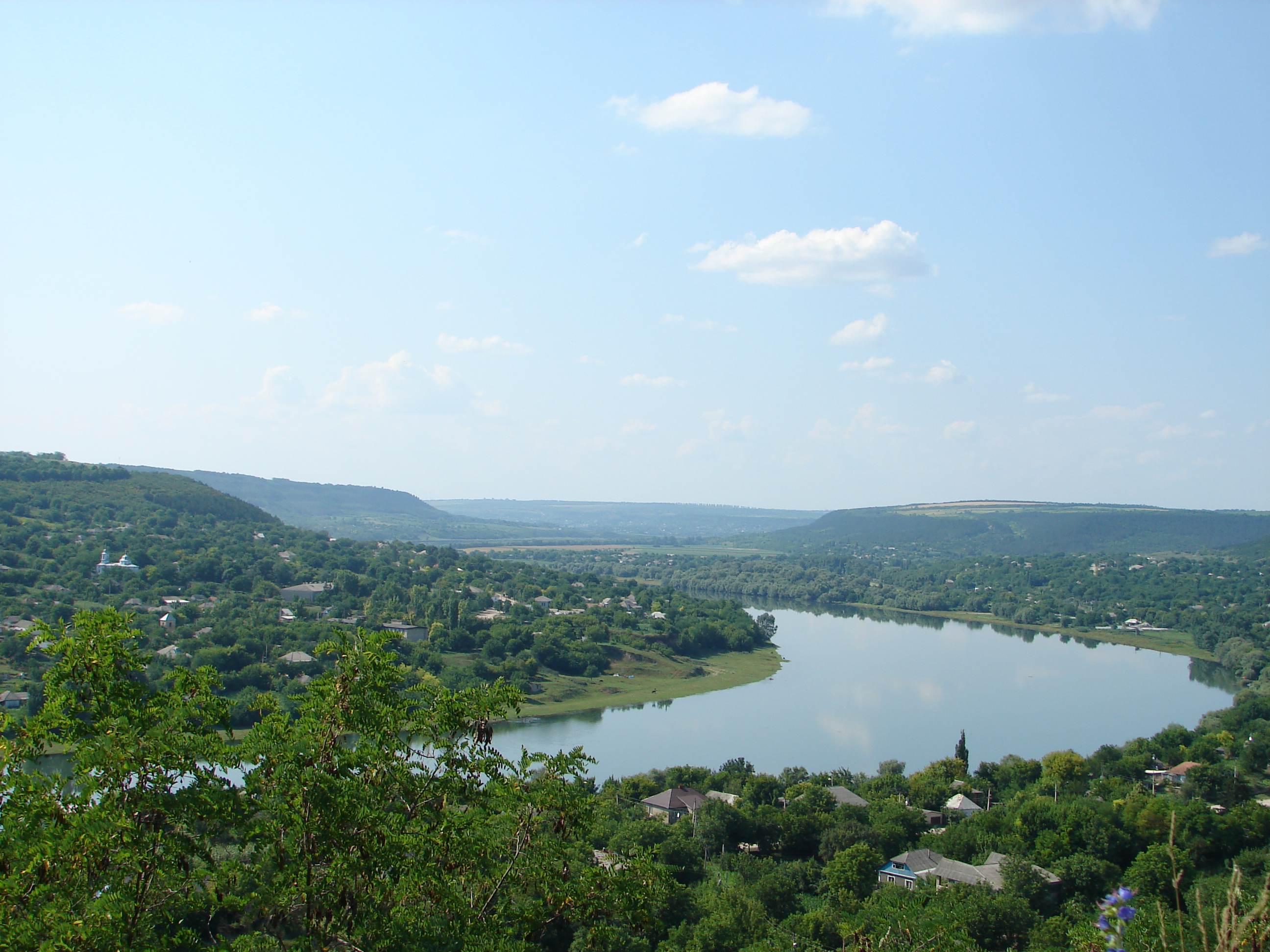
Vedere pe Nistru
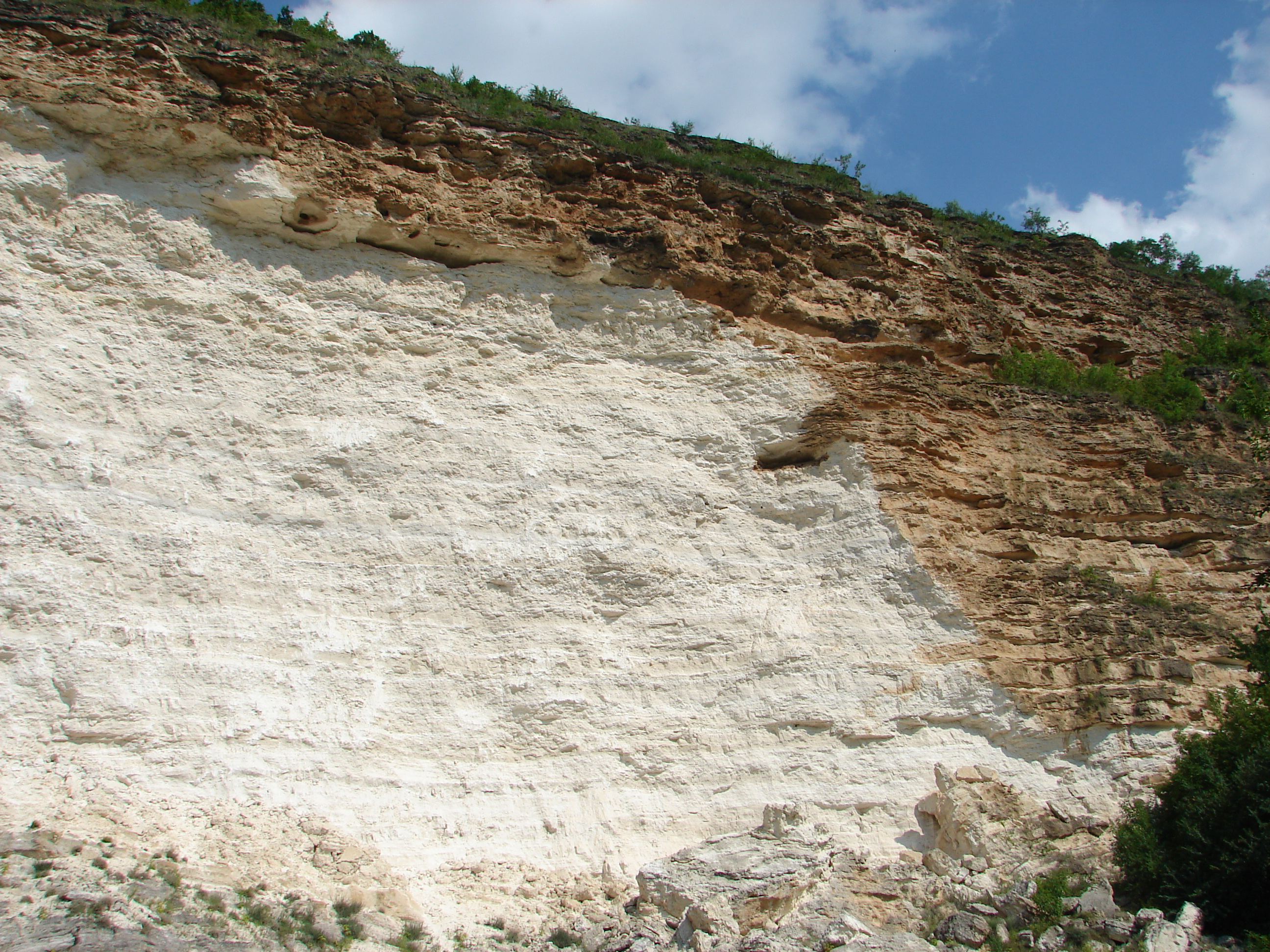
Pantă de calcar, surpată
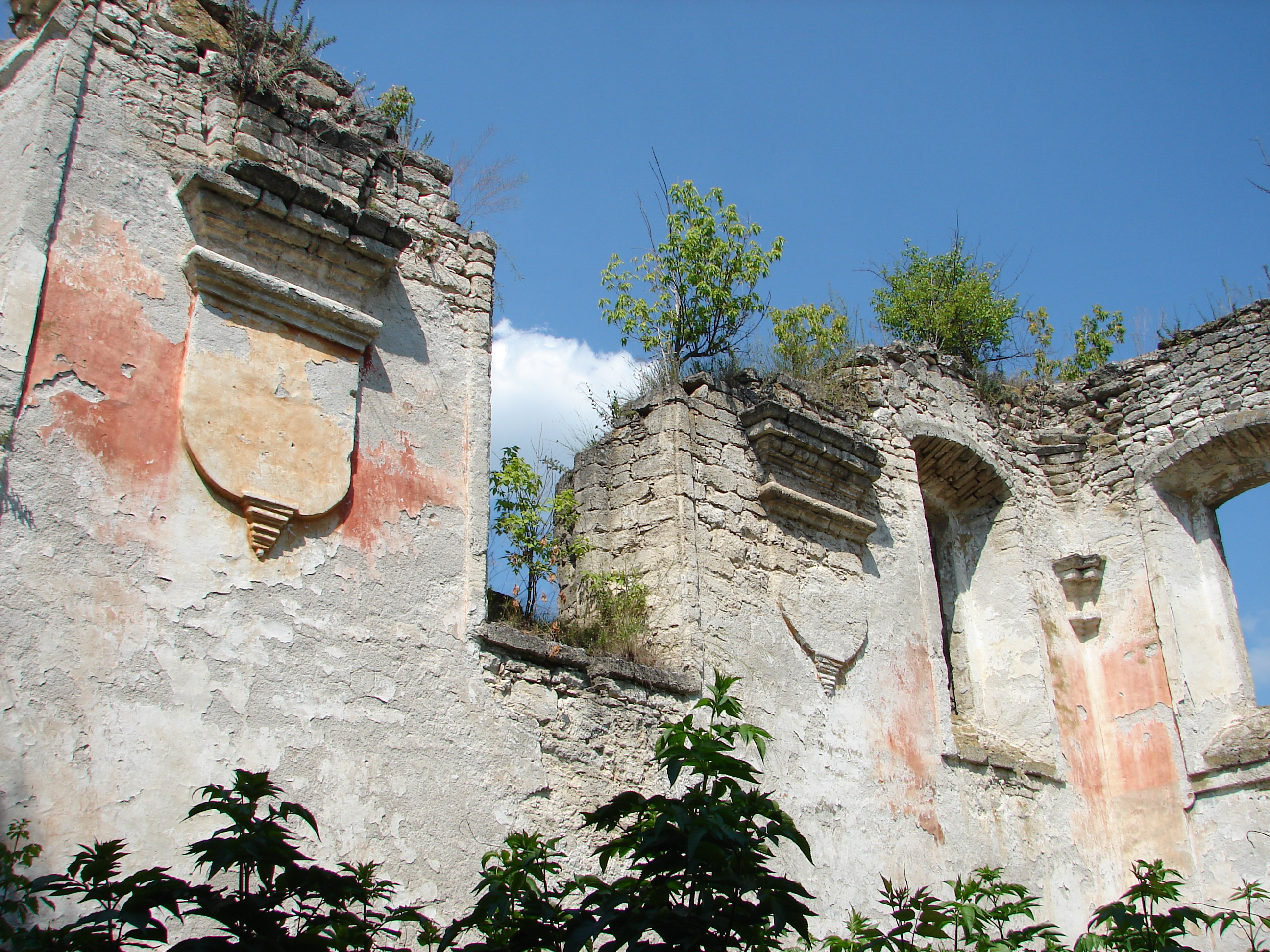
Ruinele vechii sinagogi
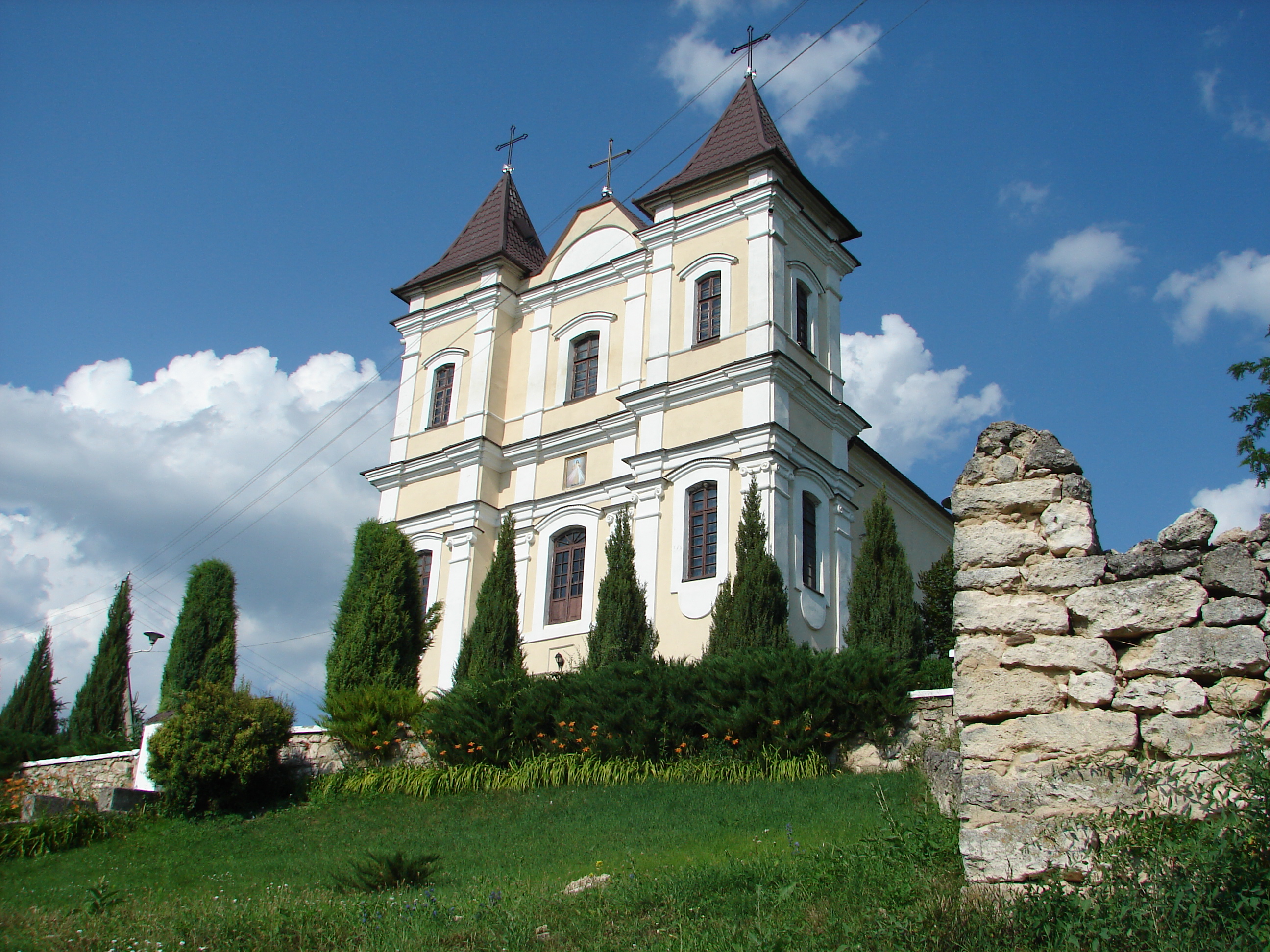
Biserica catolică din vârf